# قضية بليم
قضية بليم (المعروفة كذلك باسم فضيحة تسريب وكالة المخابرات المركزية وبليمغيت) هي فضيحة سياسية انتشرت بعد أن كشف الصحفي روبرت نوفاك عن هوية فاليري بليم وعن عملها ضابطًا سريًا في وكالة المخابرات المركزية في عام 2003.
في مذكرة كتبتها بليم إلى رؤسائها في عام 2002، أبدت قلقها حول التوصية بزوجها، الدبلوماسي السابق جوزيف ويلسون، إلى وكالة المخابرات المركزية لتوكيله بمهمة إلى النيجر للتحقيق في ادعاءات نية العراق شراء اليورانيوم واستيراده إلى البلاد، ولكنها أشارت إلى أنه «قد يتمكن من المساعدة» في أعقاب تصريح الرئيس جورج دبليو بوش حول صدام حسين وسعيه مؤخرًا للحصول على كميات كبيرة من اليورانيوم من أفريقيا خلال الفترة التي سبقت غزو العراق في عام 2003، ونشر ويلسون مقالًا في يوليو 2003 في صحيفة نيويورك تايمز يذكر فيه شكوكه التي تصاعدت أثناء المهمة بشأن حدوث صفقة من هذا القبيل مع العراق.
بعد أسبوع من نشر المقال الذي عبر ويلسون عن رأيه فيه، نشر نوفاك مقالًا في صحيفة واشنطن بوست ذكر فيه مزاعم «اثنين من كبار مسؤولي الإدارة» أن بليم هي التي اقترحت إرسال زوجها. علم نوفاك بتوظيف بليم في وكالة المخابرات مسبقًا، والتي كانت معلومات سرية، من مسؤول وزارة الخارجية ريتشارد أرميتاج. أشار ديفيد كورن وآخرون إلى أن أرميتاج ومسؤولين آخرين سربوا المعلومات انتقامًا سياسيًا من مقال ويلسون.
أسفرت الفضيحة عن بدء تحقيق جنائي، ولم يُتهم أي شخص بالتسريب. أُدين سكوتر ليبي بالكذب على المحققين. خفف الرئيس بوش عقوبة السجن الصادرة بحق ليبي، وفي عام 2018، أصدر الرئيس دونالد ترامب عفوًا عنه.

## خلفية

### خطاب حالة الاتحاد
في أواخر فبراير 2002، وردًا على استفسارات مكتب نائب الرئيس ووزارتي الخارجية والدفاع حول مزاعم اتفاق العراق مع النيجر لبيع اليورانيوم وشراؤه على هيئة كعكة اليورانيوم، منحت وكالة المخابرات المركزية جوزيف ويلسون الإذن بالذهاب في رحلة إلى النيجر للتحقيق في هذه الادعاءات. أبلغ رئيس وزراء النيجر السابق، إبراهيم حسن مياكي، ويلسون أنه لم يكن على علم بأي عقود لمبيعات اليورانيوم إلى الدول الفاسدة، وأنه لم يتلق سوى اتصال من رجل أعمال نيابة عن وفد عراقي حول «توسيع العلاقات التجارية» مع العراق، وهو ما فسره مياكي على أنه يقصد مبيعات اليورانيوم. خلص ويلسون في النهاية إلى أنه «لم يحدث شيء»، وأبلغ عن النتائج التي توصل إليها في مارس 2002.
في 28 يناير 2008، ألقى الرئيس الأمريكي جورج دبليو بوش خطاب حالة الاتحاد والذي صرح فيه قائلًا: «علمت الحكومة البريطانية أن صدام حسين سعى مؤخرًا للحصول على كميات كبيرة من اليورانيوم من إفريقيا».

### «ما لم أجده في أفريقيا»
بعد غزو العراق في مارس 2003، كتب جوزيف ويلسون سلسلة مقالات نُشرت في الصفحات الافتتاحية والي شكك فيها بشأن الأساس الفعلي للحرب. جادل ويلسون في إحدى هذه المقالات التي نُشرت في صحيفة نيويورك تايمز في 6 يوليو 2003 بأنه في خطاب حالة الاتحاد، لم يقدم الرئيس جورج دبليو بوش المعلومات الاستخباراتية التي أدت إلى الغزو على نحو صحيح، وبالتالي اقترح بشكل مضلل أن الحكومة العراقية سعت إلى شراء اليورانيوم بغرض تصنيع أسلحة نووية.
مع ذلك، أشارت مقالة نشرتها الصحفية سوزان شميت في صحيفة واشنطن بوست في 10 يوليو 2004، إلى أن لجنة المخابرات العراقية ولجنة استخبارات مجلس الشيوخ الأمريكي خلصت في العديد من المناسبات إلى أن ادعاءات ويلسون خاطئة. ذكرت أن تقرير مجلس الشيوخ ذكر أن تقرير ويلسون أيّد المعلومات الاستخباراتية حول مبيعات اليورانيوم المزعومة إلى العراق بدلًا من فضحها. شاع هذا الاستنتاج على الرغم من التصحيح اللاحق الذي نشرته صحيفة بوست على موقعها على الإنترنت: «تصحيح: في بعض إصدارات صحيفة بوست، وردت قصة في 10 يوليو حول تقرير جديد لمجلس الشيوخ عن إخفاقات المخابرات وأن السفير السابق جوزيف ويلسون أخبر وكالة المخابرات المركزية أن العراق حاول شراء 400 طنًا من اليورانيوم من أفريقيا ودولة النيجر في عام 1998، ولكن ما حدث فعليًا هو أن إيران من كان مهتمًا بإجراء هذه الصفقة.» أنكر ويلسون هذه الاستنتاجات في مذكراته التي نشرها في عام 2004 بعنوان سياسات الحقيقة. بقيت شكوك وزارة الخارجية بشأن مزاعم النيجر قائمة.
صرح المدير السابق لوكالة المخابرات المركزية جورج تينيت أنه «على الرغم من توفر جميع الأسباب التي من شأنها أن تدفع الرئيس بوش إلى الاعتقاد بأن المزاعم المُقدمة إليه صحيحة، فإن ما نعلمه الآن أن مسؤولي الوكالة خلصوا في النهاية إلى أن نص الخطاب صحيحًا من الناحية الواقعية –أي أن تقرير الحكومة البريطانية ذكر أن العراق سعى للحصول على اليورانيوم من إفريقيا،» ومع ذلك «لم يكن ينبغي أبدًا تضمين ذلك في النص المكتوب للرئيس». فيما يتعلق بالنتائج التي توصل إليها ويلسون، قال تينيت: «في نظرنا، لم يحسم هذا التقرير ما إذا كان العراق يسعى للحصول على اليورانيوم من الخارج أم لا، وعلى الرغم من نشره على نطاق واسع، لم نعرضه على الرئيس أو نائب الرئيس أو غيرهم من كبار المسؤولين في الإدارة».

### «المهمة إلى النيجر»
بعد مرور ثمانية أيام عن نشر مقال ويلسون في 6 يوليو، كتب روبرت نوفاك عن رحلة ويلسون عام 2002 إلى النيجر وما تبعها من نتائج ووصف زوجة ويلسون بأنها «عميلة وكالة الاستخبارات».

في 14 يوليو 2003، نشر نوفاك عمودًا بعنوان «المهمة إلى النيجر»، ذكر فيه أن اختيار توظيف ويلسون «جرى على نحو روتيني دون علم مدير وكالة المخابرات المركزية جورج تينيت». أكمل نوفاك حديثه عن بليم زوجة ويلسون:
لم يعمل ويلسون في وكالة المخابرات المركزية قط، إلا أن زوجته فاليري بليم تعمل في مجال أسلحة الدمار الشامل. أطلعني اثنان من كبار المسؤولين في الإدارة أن زوجة ويلسون هي من اقترحت إرساله إلى النيجر للتحقيق في التقرير الإيطالي. تقول وكالة المخابرات المركزية أن مسؤولي مكافحة انتشار الأسلحة النووية هم من اختاروا ويلسون وطلبوا من زوجته الاتصال به. صرح ويلسون: «لن أجيب على أي سؤال عن زوجتي».
ذكر نوفاك مرارًا وتكرارًا أنه لم يخبره أحد، وأنه لا يعلم، أن بليم كانت عميلة تحت غطاء رسمي، وإلا لم يكن ليذكر اسمها إطلاقًا لو أدرك أنها عميلة سرية من أي نوع.
في 16 يوليو 2003، نشر ديفيد كورن مقالًا في صحيفة ذا نيشن بعنوان: «هل كشف مسؤولو بوش الغطاء عن ضابط مخابرات أمريكي يعمل سرًا في مجال حيوي في الأمن القومي –وخرقوا القانون– لمهاجمة أحد منتقدي إدارة بوش وترهيب الآخرين؟»